# Уърксоп
Уърксоп (на английски: Worksop) е град в северозападната част на област Нотингамшър – Ийст Мидландс, Англия. Той е административен и стопански център на община Басетлоу. Населението на града към 2001 година е 39 072 жители.

## География
Уърксоп е разположен в най-западната част на община Басетлоу до самата граница с графство Южен Йоркшър. Намира се на около 42 километра северно от главния град на областта Нотингам и на около 30 километра югоизточно от главния град на Южен Йоркшър – Шефийлд.
На разстояние около 10 километра западно от града преминава Магистрала М1 по транспортния коридор Лондон – Нортхамптън – Лестър – Нотингам – Шефийлд – Лийдс.

## Демография
Изменение на населението за период от две десетилетия 1981 – 2001 година:
| година    | 1981   | 1991   | 2001   |
| --------- | ------ | ------ | ------ |
| население | 34 551 | 37 247 | 39 072 |